# اکراس
اِکراس‌ها گروهی از پرندگان از زیرتیرهٔ Threskiornithinae هستند که از نظر شکل ظاهری به حواصیل‌های کوچک و لک‌لک‌ها شباهت دارند، ولی منقار دراز آنها خمیده یا پهن و کفگیرمانند است. در پرواز گردن خود را کشیده نگاه می‌دارند، و بدین ترتیب از حواصیل‌ها تشخیص داده می‌شوند. نر و ماده آنها همشکل است، معمولاً پرندگانی اجتماعی هستند و در نیزارها، بوتهزارها یا روی درخت‌ها آشیانه می‌سازند. از ماهی‌ها، سخت‌پوستان، خزندگان، حشرات، دانه برخی غلات و مواد گیاهی دیگر تغذیه می‌کنند.

## گونه‌ها و سرده‌ها
- سرده مرغ‌مقدسی
  - اکراس مقدس آفریقایی، Threskiornis aethiopicus
  - اکراس مقدس مالاگاسی، Threskiornis bernieri
  - †اکراس رئونیون، Threskiornis solitarius (انقراض)
  - اکراس سرسیاه، Threskiornis melanocephalus
  - اکراس سفید استرالیا، Threskiornis molucca
  - اکراس گردن‌کاهی، Threskiornis spinicollis
- سرده اکراس‌نما
  - اکراس سیاه، Pseudibis papillosa
  - اکراس شانه‌سفید، Pseudibis davisoni
  - اکراس بزرگ، Pseudibis gigantea
- سرده اکراس‌های کچل
  - اکراس کچل شمالی، Geronticus eremita
  - اکراس کچل جنوبی، Geronticus calvus
- سرده Nipponia
  - لک لک کاکل دار آسیایی، Nipponia nippon
- سرده نوک‌خمیده‌ها
  - اکراس زیتونی، Bostrychia olivacea
  - اکراس سائوتومه، Bostrychia bocagei
  - اکراس سینه‌خالدار، Bostrychia rara
  - اکراس هادادا، Bostrychia hagedash
  - اکراس غبغبک‌دار، Bostrychia carunculata
- سرده نوک‌تیره‌ها
  - اکراس سربی، Theristicus caerulescens
  - اکراس گردن‌نخودی، Theristicus caudatus
  - اکراس سیاه رخ، Theristicus melanopis
- سرده Cercibis
  - اکراس دم‌تیز، Cercibis oxycerca
- سرده Mesembrinibis
  - اکراس سبز، Mesembrinibis cayennensis
- سرده Phimosus
  - اکراس لخت‌صورت، Phimosus infuscatus
- سرده اکراس‌های باشکوه
  - اکراس سفید آمریکایی، Eudocimus albus
  - اکراس آجری، Eudocimus ruber
- سرده داسی‌ها
  - اکراس شیشه‌ای، Plegadis falcinellus
  - اکراس سفیدچهره، Plegadis chihi
  - پونا ایبیس، Plegadis ridgwayi
- سرده Lophotibis
  - اکراس ماداگاسکار، Lophotibis cristata

## زیستگاه
باتلاق‌ها و لجنزارهای ساحلی. به‌طور دسته‌جمعی و اغلب با حواصیل‌ها و قارها در نیزارهای وسیع با آب کم‌عمق، و گاهی در بوته‌زارها یا روی درختان آشیانه می‌سازد.
/* زیستگاه */

## پراکندگی
به‌طور کلی اکراس از جمله پرندگانی‌ست که در گذشته نه چندان دور تابستان‌ها از پراکندگی نسبتاً فراوانی برخوردار بوده است؛ و اما در حال حاضر تعداد خیلی کمی از آنها زمستان را در فارس باقی می‌مانند. ضمن مهاجرت به‌طور منظم در حوالی دریای خزر و خوزستان دیده می‌شوند. شایان ذکر است که در حال حاضر اکراس از جمله پرندگان کمیاب محسوب می‌شود.

## نگارخانه

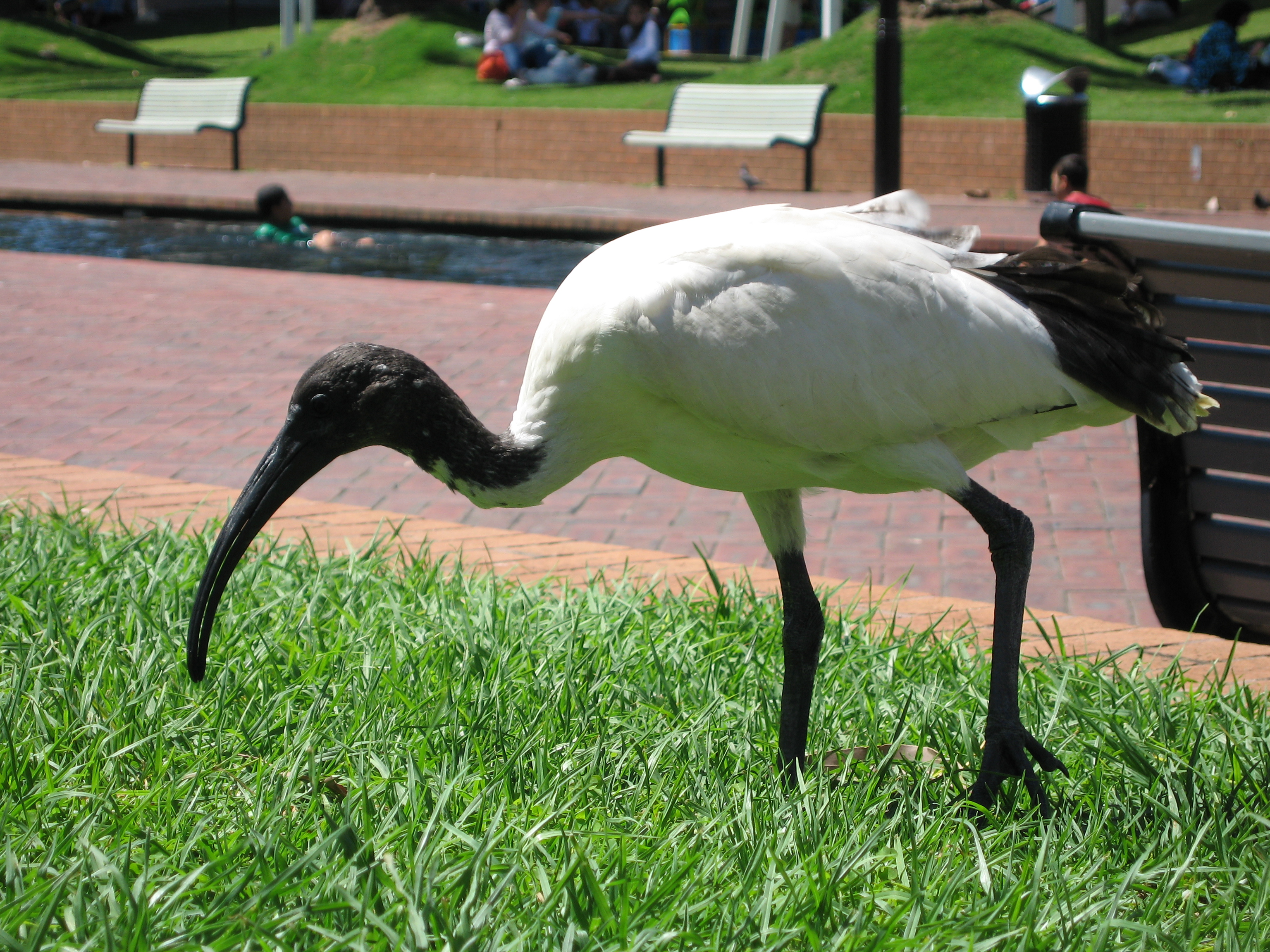
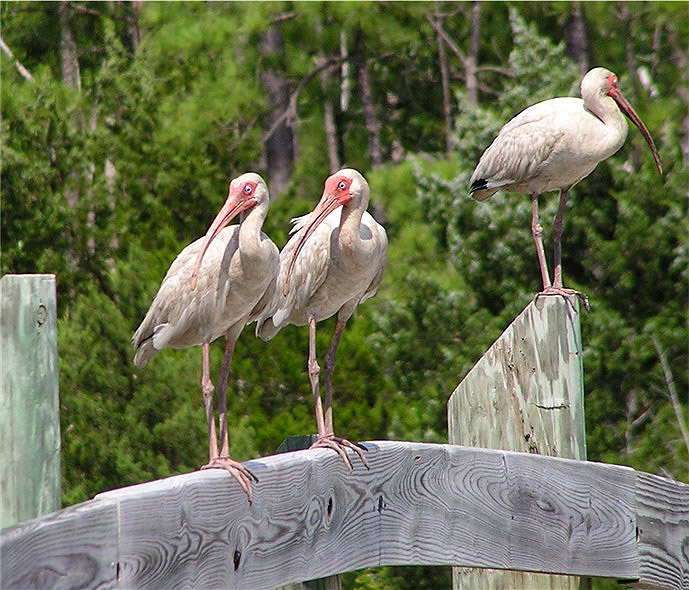
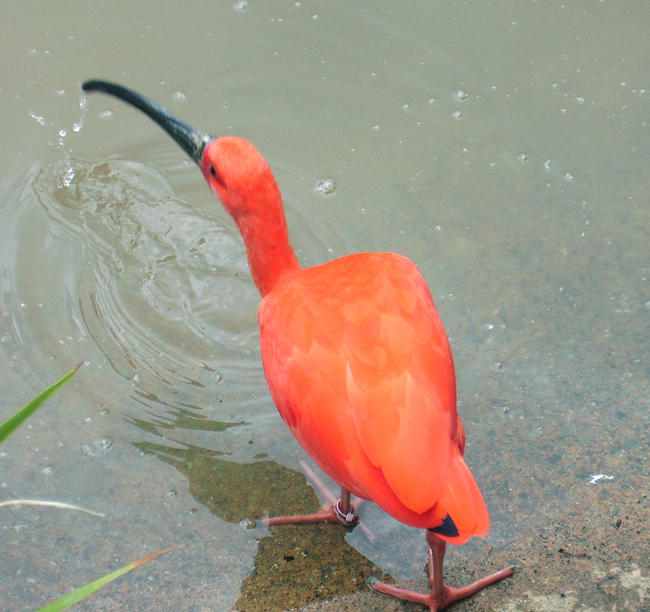
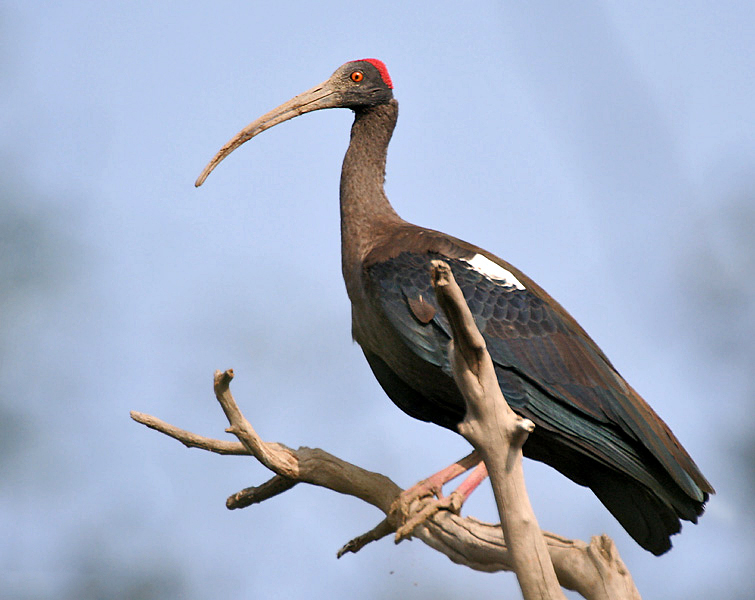
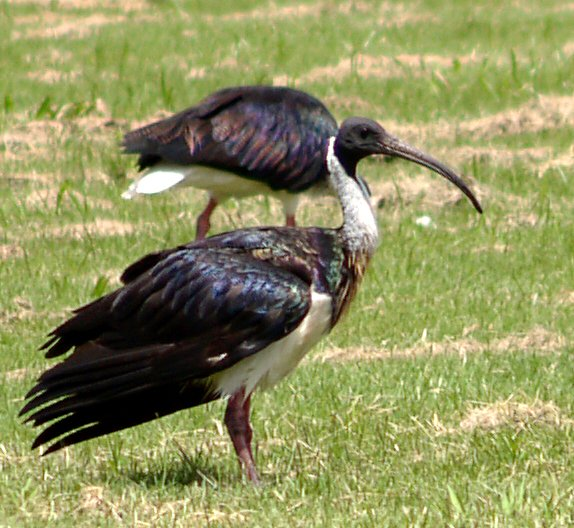
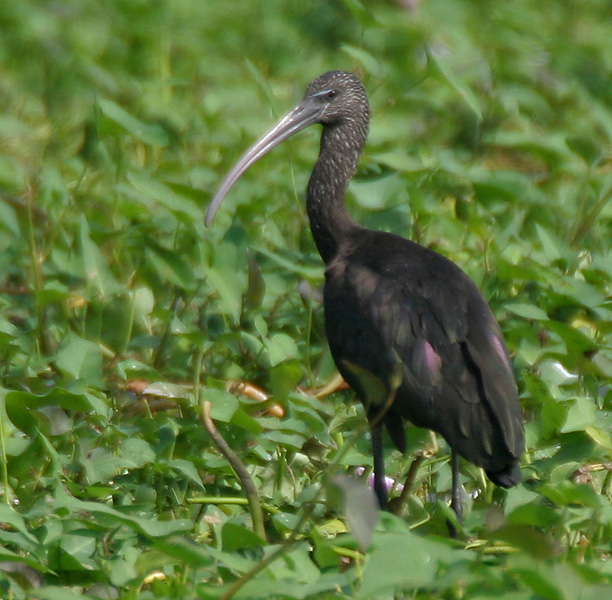
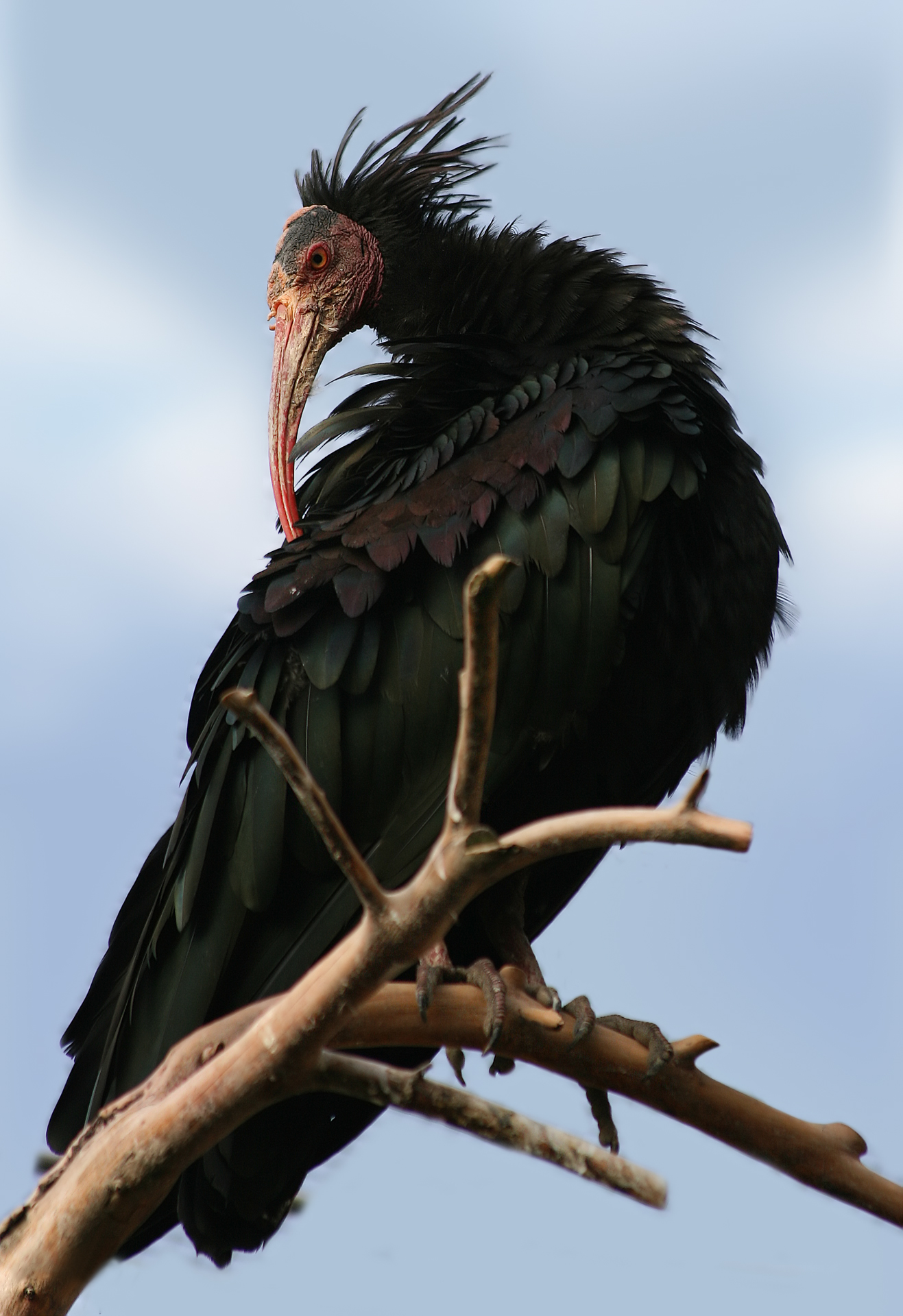
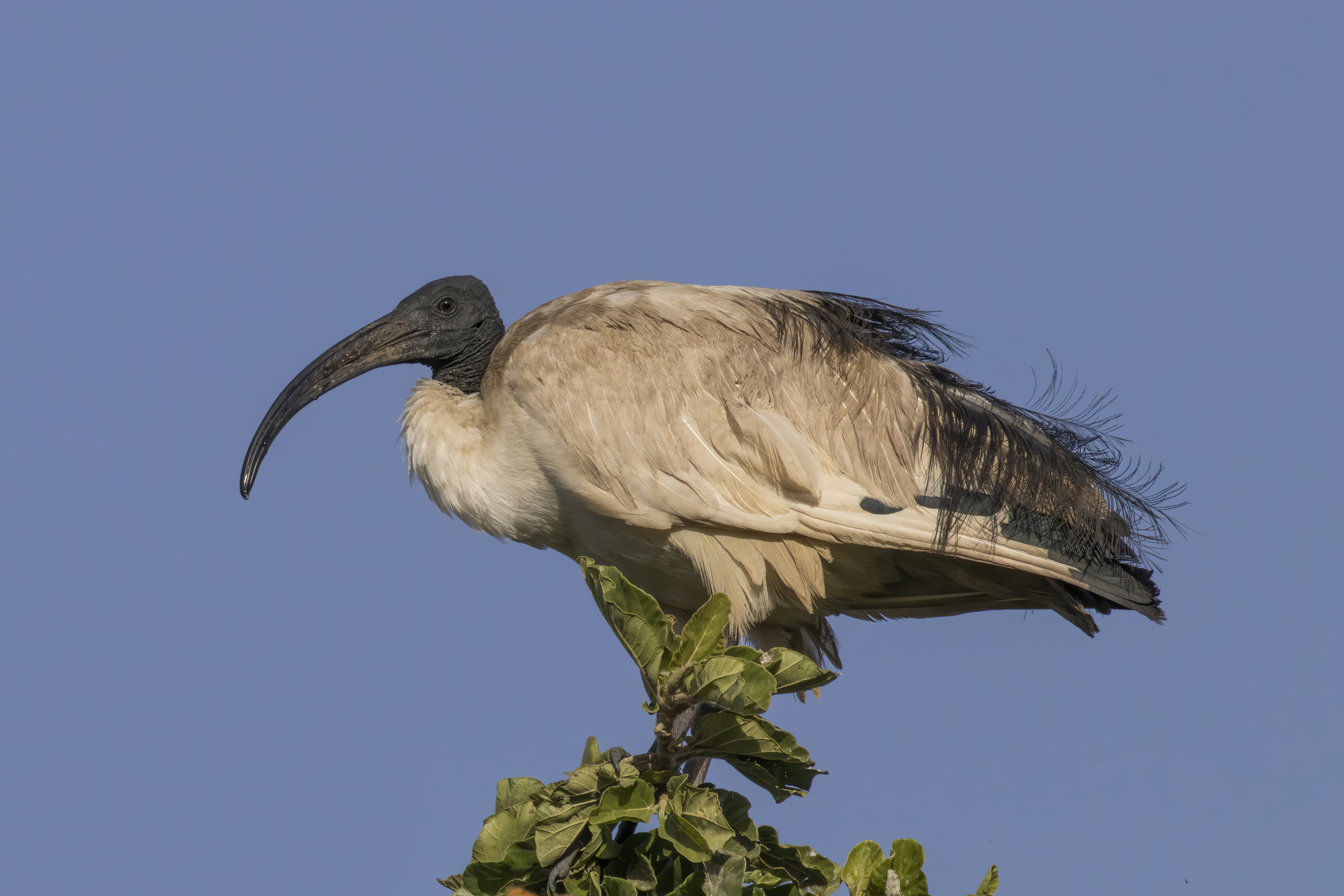
اکراس مقدس آفریقایی